# Slovenské povstalecké letectvo

Znak používaný na letadlech Slovenského povstaleckého letectva

Slovenské povstalecké letectvo představovalo pro-spojeneckou leteckou sílu, bojující proti vojskám Osy na území Slovenska. Zúčastnilo se Slovenského národního povstání na podzim 1944.

## Historie

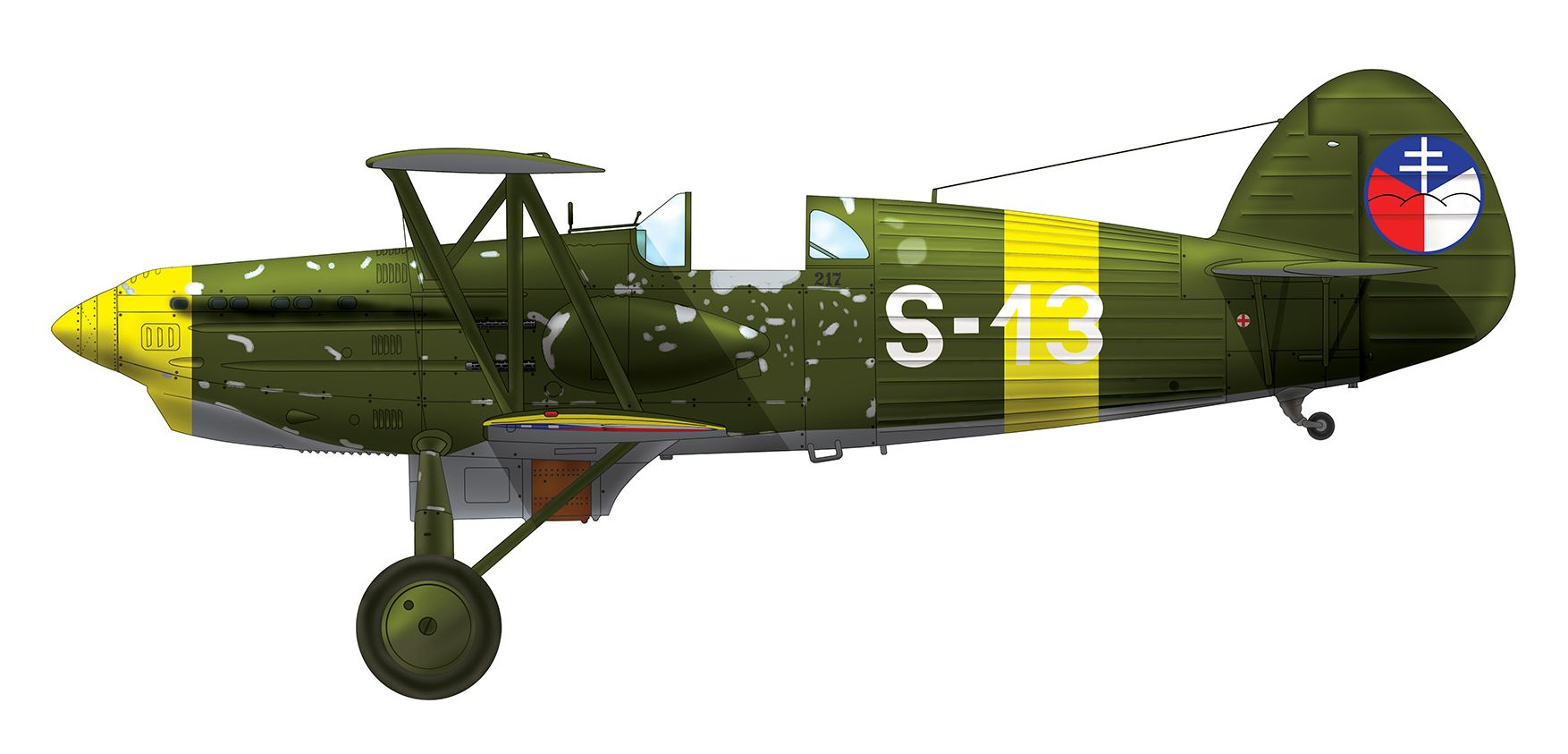
Avia B.534.217 Kombinované letky, na které František Cyprich sestřelil maďarský Junkers Ju 52/3m

Slovenské národní povstání, uskutečněné slovenskými silami odporu, začalo v nepříznivých podmínkách dne 29. srpna 1944. V prvních dnech povstalci ztratili letiště v Piešťanech, Spišské Nové Vsi, Popradu, Vajnorech u Bratislavy a v Trenčianských Biskupicích. Na středním Slovensku nicméně stále drželi velké území s letištěm Tři Duby (dnes Letiště Sliač), letištěm Mokraď (do 5.9.1944) a s polními letišti nedaleko obce Zolná, Rohozná (Brezno) a na Muráňské planině.
Všechna vojenská letadla povstalců tvořila průzkumnou-bombardovací jednotku, tzv. 1. kombinovanou letku. Letce velel nadporučík Mikuláš Šinglovič. Letka skládala převážně ze zastaralých bojových nebo školních letadel. Šlo především o dvojplošné stíhací letouny Avia B-534, průzkumné Letov Š-328 a dva, částečně z náhradních dílů sestavené Messerschmitty Bf 109E-4. Kombinovaná letka byla později posílena o dvě moderní stíhačky Messerschmitt Bf 109G-6 a jeden průzkumný Focke-Wulf Fw 189, které původně přeletěly z východního Slovenska k Sovětům v Polsku poté, co byli povstalci na východním Slovensku obklíčení a odzbrojení německými vojsky. Dále měli povstalci i několik školních letadel typu Klemm Kl 35, Heinkel He 72 Kadett a Praga E-39. Pragy E-39 byly používány mimo jiné i k zásobování obklíčených povstaleckých jednotek.
Hlavní základna povstaleckého letectva byla neustále napadána letouny Luftwaffe, I proto byl 1. československý samostatný stíhací letecký pluk umístěn na polním letišti Zolná. Letiště Tri Duby sloužilo i jako významná zásobovací základna, na kterou směřovala materiální pomoc ze SSSR, posily v podobě 2. čs. paradesantní brigády a na letišti přistály i Boeingy B-17, které ze Slovenska odvezly americké letce uniklé z německého zajetí. Letiště Rohozná se využívalo jako přijímací plocha pro shoz materiálu dodávaného ze SSSR.
Povstalecké letectvo mělo problémy s dodáváním zásob pro své stroje, převážně s dodávkou munice pro kulomety na Messerschmittů Bf 109 G-6, která musela být dodávána jako trofejní ze SSSR.
Piloti a pozorovatelé Kombinované letky dosáhli několika vzdušných vítězství. Mezi nejpozoruhodnější patří sestřelení maďarského Junkersu Ju-52 Františkem Cyprichem na Avii B-534, poslední sestřel dosažený na dvojplošné stíhačce nebo sestřel pozorovacího Focke Wulfu FW-189, kterého dosáhla posádka pozorovacího Letovu Š-328 pilot Jozef Žálik a pozorovatel Matej Beznák. Kromě sestřelů dosáhli slovenští a také dva jugoslávští piloti (Sava Poljanec a Arsenje Boljevič) dalších bojových úspěchů. Ján Lupták s Avií B-534 zničil na letišti Poprad 3 Junkersy Ju-87 Stuka a Rudolf Božik zaútočil na německá letadla bombardující letiště Tri Duby a narušil jejich útočící formaci v Messerchmittu Bf-109 G6 bez munice. Posádky Letovů Š-328 statečně útočily na pozemní cíle.
Největší leteckou pomocí pro SNP a kombinovanou letku byl přílet 1. československého samostatného stíhacího leteckého pluku pod velením kapitána Františka Fajtla dne 17. září 1944 . Tato jednotka byla vyzbrojena sovětskými stíhacími letouny typu Lavočkin La-5FN. 1. československý samostatný stíhací letecký pluk byl tvořen řadou zkušených pilotů – hlavně československými dobrovolníky, kteří již dříve sloužili v britské RAF. Povstalečtí letci se zúčastnili 923 bojových letů a zničili 40 nepřátelských letadel. Provedli také celou řadu průzkumných letů a útoků na pozemní cíle. Aktivita vzdušných sil na Slovensku byla na konci roku 1944 často narušována špatným počasím a nízkou oblačností, která je pro let v hornatých oblastech středního Slovenska nebezpečná. Jednotky povstaleckého letectva vykonávaly leteckou ochranu pro povstání z letišť Zolná a Tri Duby do 25. října 1944. V těchto dnech bylo poslední letiště v rukou povstalců, Tri Duby, ohrožené palbou z děl a postupem německých vojsk.
Vzhledem k tomu, že Němci na konci října 1944 povstání potlačili, velitel povstalecké armády Rudolf Viest nařídil vzdušným silám, odletět ze středního Slovenska na bezpečnější lokaci, zajištěnou Rudou armádou v Polsku. Většina z povstaleckých pilotů se stala příslušníky 1. československé smíšené letecké divize, která se podílela na osvobození Československa a Polska na jaře 1945.

## Nejúspěšnější piloti Slovenského povstaleckého letectva
- Rudolf Božík
- František Cyprich

## dostupná letadla
- Focke-Wulf Fw 189A-1 (1 kus)
- Messerschmitt Bf 109G-6 (2 kusy)
- Messerschmitt Bf 109E-4 (2 kusy)
- Avia B-534-IV (4 kusy)
- Letov Š-328 (9 kusů)[1]
- Heinkel He 72B-1 Kadett (několik kusů)
- Klemm Kl 35D (2 kusy)
- Savoia-Marchetti SM.84bis (2 kusy)
- Praga E-39